# El Cadillo
El Cadillo es un pueblo argentino ubicado en el límite tripartito de las provincias de Córdoba, San Luis y La Rioja.

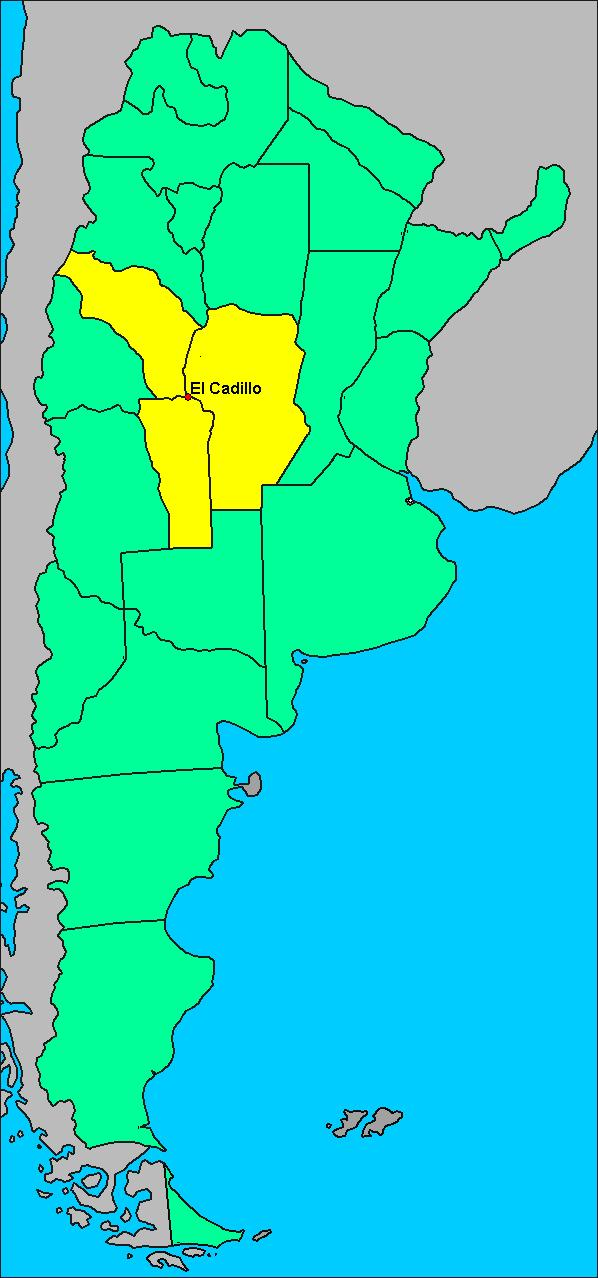
Localización de El Cadillo

## Geografía

### Ubicación
Administrativamente, El Cadillo reparte su pequeño casco urbano entre el departamento riojano de General San Martín, el departamento Ayacucho de San Luis y el departamento San Alberto, en Córdoba.
Se encuentra a 350 kilómetros de la ciudad de La Rioja y a 6 kilómetros de la localidad puntana de Baldecito.
En 2012, representantes de las tres provincias, incluidos los gobernadores Claudio Poggi (San Luis) y Sergio Casas (La Rioja), oficializaron la inauguración de un punto tripartito. 

### Distribución
Mientras la escuela y la iglesia del pueblo se encuentran en el lado riojano, el centro de salud y otra pequeña iglesia se localizan en territorio puntano. Hay viviendas particulares, a su vez, ubicadas formalmente en territorio cordobés.

### Sismicidad
La sismicidad de esta región es frecuente y de intensidad baja, y un silencio sísmico de terremotos medios a graves cada 30 años en áreas aleatorias. Sus últimas expresiones se produjeron:
- 12 de abril de 1899 (125 años), a las 16.10 UTC-3 con 6,4 Richter; como en toda localidad sísmica, aún con un silencio sísmico corto, se olvida la historia de otros movimientos sísmicos regionales (terremoto de La Rioja de 1899)
- 24 de octubre de 1957 (67 años), a las 22.07 UTC-3 con 6,0 Richter (terremoto de Villa Castelli de 1957): además de la gravedad física del fenómeno se unió el olvido de la población a estos eventos recurrentes
- 28 de mayo de 2002 (22 años), a las 0.03 UTC-3, con 6,0 escala Richter (terremoto de La Rioja de 2002)[3]

## Comunicaciones y servicios
La única escuela del pueblo, pese a estar ubicada en territorio riojano, posee conexión inalámbrica a Internet brindada por la provincia de San Luis, que tiene una política extendida de inclusión digital.